# DNA polimerasi (RNA-dipendente)
La DNA polimerasi (RNA-dipendente) (o trascrittasi inversa, o retrotrascrittasi), è un enzima appartenente alla classe delle transferasi, che catalizza la seguente reazione:
deossinucleoside trifosfato + DNAn ⇄ difosfato + DNAn+1
Si tratta dunque di un enzima in grado di sintetizzare DNA come le consuete DNA polimerasi. Tuttavia, a differenza di queste ultime, è in grado di utilizzare l'RNA come stampo di partenza. Si tratta infatti di un enzima caratteristico dei retrovirus (che usano RNA come materiale genetico).

## Attività dell'enzima
Le trascrittasi inverse hanno tre attività catalitiche: 
- attività di DNA polimerasi RNA-dipendente: utilizza il filamento di RNA virale come stampo per la sintesi di un filamento di DNA, così da formare il doppio filamento ibrido RNA/DNA. Come tutte le polimerasi però richiede un frammento di DNA o di RNA come primer per poter iniziare la reazione di polimerizzazione.
- attività ribonucleasica: degrada il filamento di RNA genomico dagli ibridi RNA-DNA appena formatisi.
- attività di DNA polimerasi DNA-dipendente: utilizza il DNA neo-sintetizzato per sintetizzare il filamento di DNA complementare e costituire la doppia elica di DNA.

## Struttura
Studi sulla trascrittasi codificata dal virus dell'HIV hanno mostrato che questo enzima è un eterodimero, composto da due subunità, una denominata p66 in base al suo peso - 66 kDa - e l'altra p51.
In seguito al legame con la molecola di RNA, l'enzima cambia di conformazione in modo da bloccare il substrato e procedere con la polimerizzazione.

## Localizzazione
Questo enzima è posseduto da alcuni batteri e i retrovirus, una famiglia di virus che lo utilizzano per poter replicare il proprio genoma integrandolo nel genoma della cellula da loro infettata (costituito da DNA nel caso di cellule procariotiche ed eucariotiche). Tra questi retrovirus vi è compreso un gruppo denominato dei retrovirus endogeni, cioè retrovirus integratisi nel genoma di molti organismi, ivi compreso l'uomo, in tempi remoti e ora facenti parte stabilmente del loro genoma.
Anche i retrotrasposoni e altri elementi genetici mobili posseggono tale attività e la utilizzano per incrementare il proprio numero all'interno del genoma di organismi eucariotici.
Altri enzimi dotati di attività simile sono le telomerasi, enzimi che aggiungono specifiche sequenze ripetute di DNA alle estremità cromosomali.
Questo enzima fu scoperto indipendentemente da Howard Temin e da David Baltimore che valse loro il Premio Nobel per la fisiologia o la medicina nel 1975 insieme con Renato Dulbecco.

## Particolarità
La scoperta di questo enzima, in grado di copiare l'informazione genetica dall'RNA al DNA fece modificare una parte del dogma centrale della biologia molecolare ideato da Francis Crick, uno degli scopritori della struttura del DNA, il quale prevedeva che l'informazione genetica fluisca dal DNA all'RNA alle proteine e non viceversa.
La trascrittasi inversa ha un errore di incorporazione (cioè, accoppia una base sbagliata rispetto a quella presente nel filamento stampo) piuttosto alto, in media di circa 1 ogni 2 000 basi ed è la causa dell'elevato tasso di mutazione dei retrovirus che impedisce la creazione di un vaccino o di un farmaco in grado di eliminare tali virus.
Poiché questo enzima è quasi esclusivamente presente in virus patogeni anche per l'uomo quali l'HIV, esso viene utilizzato come bersaglio per la terapia medica. Uno dei farmaci inibitori della trascrittasi più famosi è l'azidotimidina (AZT).

## Utilizzo nelle biotecnologie
Questo enzima trova ampia applicazione nelle biotecnologie e in particolare in una tecnica conosciuta come RT-PCR che consente di ottenere e amplificare un frammento di DNA a partire da RNA (utile nella costruzione di librerie di cDNA).